# ساری‌یاخچی
ساری‌یاخچی (به ترکی استانبولی: Sarıyahşi) یک منطقهٔ مسکونی در ترکیه است که در استان آق‌سرای واقع شده‌است. ساری‌یاخچی ۸۷۰ متر بالاتر از سطح دریا واقع شده‌است.